# Friedrich Franz von Unruh

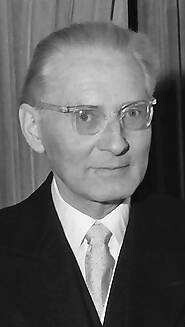
Friedrich Franz von Unruh (1964)

Friedrich Franz von Unruh (* 16. April 1893 in Berlin; † 16. Mai 1986 in Merzhausen) war ein deutscher Schriftsteller. Er zählt zu den bedeutenden Novellisten der deutschsprachigen Literatur des 20. Jahrhunderts.

## Leben
Friedrich Franz von Unruh wurde 1893 in Berlin als Sohn von Mathilde von Unruh, geborene Klehe, und ihres Mannes, dem Generalleutnant Karl von Unruh (unter anderem Kommandant der Festung Königsberg in Preußen), und Bruder des Schriftstellers Fritz von Unruh († 1970) und des Malers und Graphikers Kurt von Unruh geboren. Er wuchs unter anderem im ostpreußischen Königsberg, geprägt durch seine Ausbildung im Kadettenkorps in der Hauptkadettenanstalt Berlin-Lichterfelde, auf und begann nach dem Abitur eine militärische Ausbildung. Er wurde 1910 aktiver Offizier in der Preußischen Armee und diente bis 1919, zuletzt als Hauptmann und Kompanieführer im 1. Badischen Leib-Grenadier-Regiment Nr. 109 in Karlsruhe. Im Ersten Weltkrieg wurde von Unruh schwer verwundet. Nach 1918 begann er ein Studium der Philosophie und Naturwissenschaften an den Universitäten Freiburg im Breisgau, Marburg und Heidelberg. Im Jahr 1923 hatte er Doris von der Esch geheiratet. Er betätigte sich in der Weimarer Republik von 1924 bis 1932 als Journalist, unter anderem in einer Vielzahl von Beiträgen für die Frankfurter Zeitung und Die Neue Rundschau, und als freier Schriftsteller.
1931 wurde er einem breiteren Publikum bekannt durch seine – auch im Ausland – vielbeachtete Artikelserie National-Sozialismus, eine äußerst kritische Analyse der nationalsozialistischen Bewegung, in der Frankfurter Zeitung. Im NS-Staat näherte sich von Unruh dem Nationalsozialismus jedoch an, in der Bundesrepublik vollzog sich dann eine entschiedene Wende des Dichters ins rechtskonservative Lager und eine Annäherung an Positionen des rechtsextremen Milieus v. a. seit den sechziger Jahren – eine Entwicklung, die in zahlreichen Schriften ihren weltanschaulichen Niederschlag fand. 1986 starb der als Novellist geschätzte 93-jährige Dichter in Merzhausen bei Freiburg im Breisgau, wo er rund fünfzig Jahre gelebt hatte.

## Ehrungen und Auszeichnungen
Im Jahr 1915 erhielt Friedrich Franz von Unruh das Ritterkreuz des Militär-Karl-Friedrich-Verdienstordens, 1942 den Erzählerpreis des Deutschen Scheffelbundes für die Dichtung vom Oberrhein, 1963 das Bundesverdienstkreuz Erster Klasse, 1967 den Oberrheinischen Kulturpreis; 1973 wurde von Unruh die Humboldt-Plakette als Ehrengabe und der Ehrenring der Deutschen Literatur verliehen. 1975 wurde er mit dem Großen Verdienstkreuz der Bundesrepublik Deutschland ausgezeichnet und 1983 mit der Verdienstmedaille des Landes Baden-Württemberg.

## Werke
- Fichte. Eine Textsammlung, 1935
- Der Tod und Erika Ziska, 1937
- Der innere Befehl, Essen 1938
- Der Verräter. Essener Verlagsanstalt 1941
- Bruderdorf, Kriegserzählung, Essen 1942
- Vineta, Erzählung, Düsseldorf 1948
- Tresckow, 1952
- Das Wagnis, Zwei Novellen, Rothenburg 1955
- Die Apfelwiese, 1957
- Mit anderen Augen gesehen, 1960
- Nach langen Jahren, Bodmann/Bodensee 1960
- Die Schulstunde, 1963
- Wo aber Gefahr ist ... – Lebensdaten eines Novellisten, Bodmann/Bodensee 1965
- Ehe die Stunde schlug. Eine Jugend im Kaiserreich, 1967
- Die Nacht von Mantua, 1968
- Und was wird mit uns? – Ein Gespräch im Atomzeitalter, 1969
- Hinter verschlossenen Türen, Fernsehspiel, 1970
- Der Besuch, Bodmann/Bodensee 1971
- Tilman Riemenschneider, 1972
- Klage um Deutschland 1973
- Schlußbericht, Ludwigsburg 1974
- Die unerhörte Begebenheit. Lob der Novelle, 1976
- Der Teufel im Ruhestand Bodmann/Bodensee 1977
- Liebe wider Willen. Die schönsten Erzählungen und Novellen, 1979
- Ermutigung. Ein Appell an die Deutschen.Bodmann/Bodensee 1981
- Jahrtausendwende, Bodmann/Bodensee 1983
- Erschütterungen. Drei Erzählungen. Bodmann/Bodensee 1983
- Freundliche Fügungen, Bodmann/Bodensee 1984
- Wie Adler den Gewittern voraus, 1985
- Kritische Werkausgabe. Sechs Bände in sieben Teilbänden. Hrsg. im Auftrag der Friedrich Franz von Unruh Gedächtnisstiftung von Leander Hotaki. Freiburg i.Br./Berlin/Wien: Rombach 2007. ISBN 978-3-7930-9495-1. (Editionsplan)